# Pierre-Henri de Valenciennes

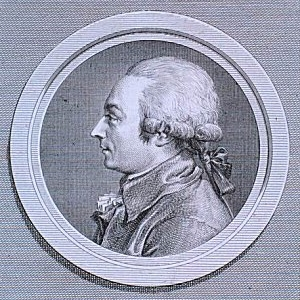
Pierre-Henri de Valenciennes auf einem Stich aus dem Jahr 1788

Pierre-Henri de Valenciennes (* 6. Dezember 1750 in Toulouse; † 16. Februar 1819 in Paris) war ein französischer Maler und Hochschullehrer. Er war einer der bedeutendsten Landschaftsmaler seiner Zeit und hatte mit seinem künstlerischen und theoretischen Werk großen Einfluss auf spätere Künstler. So gilt de Valenciennes als Vorläufer der Stimmungsmalerei der Romantik und der Freilichtmalerei des Impressionismus.

## Leben

### Jugend
Pierre-Henri de Valenciennes wurde am 6. Dezember 1750 in Toulouse im Languedoc geboren. Sein Vater Pierre Devalenciennes (1724–1754) war Perückenmacher, seine Mutter Marguerite Abel Tochter eines Polsterers. Als Jugendlicher begann er zunächst eine Musiker-Ausbildung und lernte, Violine zu spielen. 1770/1771 studierte er dann Malerei an der Königlichen Akademie von Toulouse (Académie royale de Toulouse). Während dieser Zeit unternahm er ausgedehnte Reisen durch Südfrankreich und 1769 auch eine erste Reise nach Rom.
Bereits während dieser Zeit wurde de Valenciennes durch die wohlhabende Familie Dubourg gefördert – insbesondere durch die Brüder Mathias (1746–1794) und Philippe Dubourg (1751–1822), die bedeutende Staats- und Kirchenämter hatten. Außerdem profitierte er davon, dass seine Tante Anne de Valenciennes mit dem Kammerdiener des Herzogs und Staatsmannes Étienne-François de Choiseul (1719–1785) verheiratet war, der ihn ebenfalls unterstützte.

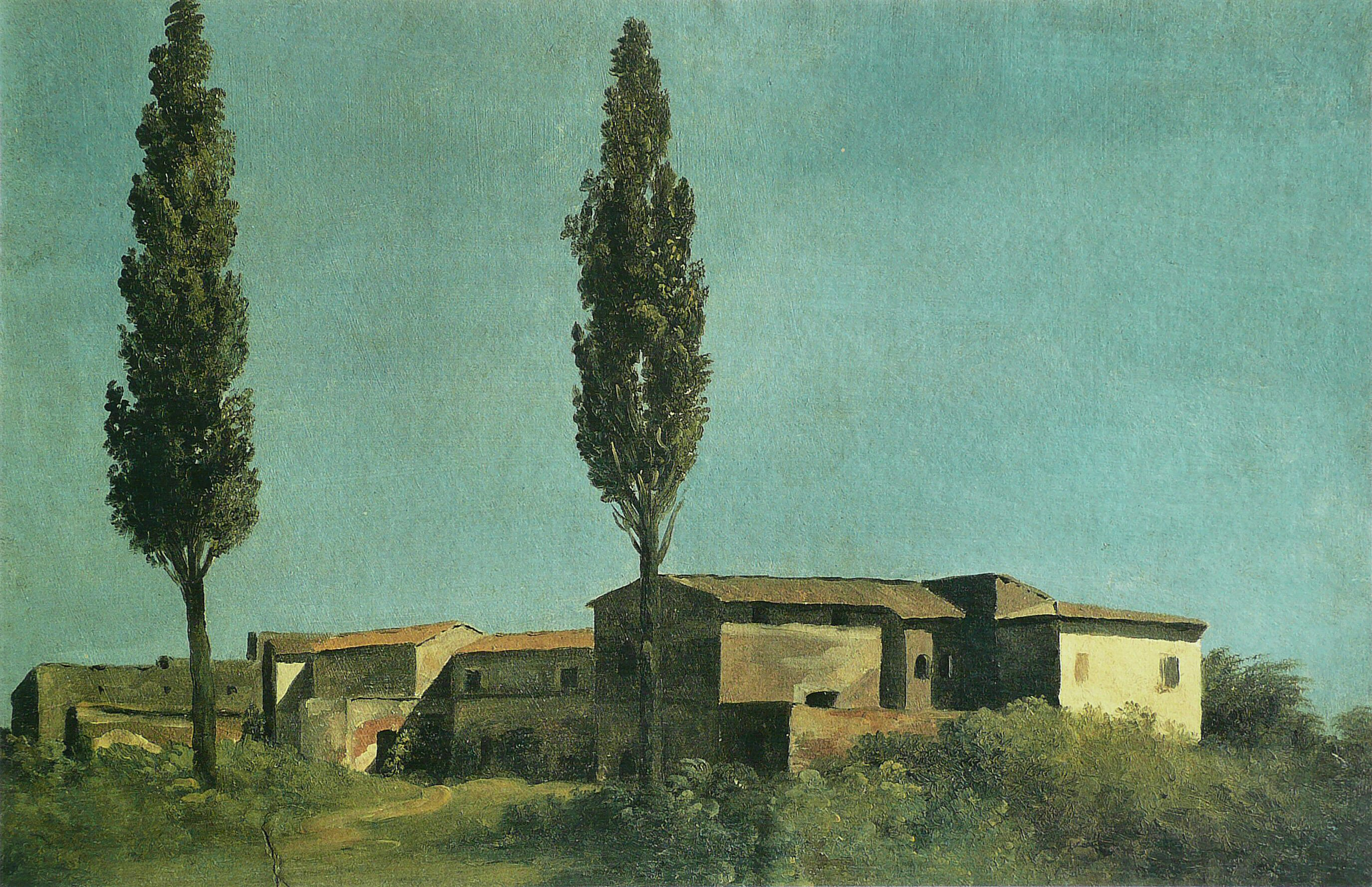
Wirtschaftsgebäude der Villa Farnese mit zwei Pyramidenpappeln

### Ausbildung
Auf Empfehlung des Herzogs konnte Pierre-Henri de Valenciennes ab 1772 in Paris bei Gabriel François Doyen weiter studieren, der Mitglied der Königlichen Akademie für Malerei und Skulptur (Académie royale de peinture et de sculpture) war. Dort kam er auch mit dem französischen Historien- und Landschaftsmaler Hubert Robert (1733–1808) in Kontakt, der ihn stark beeinflusste. 1778 hatte de Valenciennes in Paris eine erste öffentliche Ausstellung seiner Gemälde.
Von 1777 bis 1785 hielt er sich dank der Unterstützung seiner Mäzene überwiegend in Rom auf. Außerdem reiste er 1779 für mehrere Monate ins süditalienische Königreich beider Sizilien, wo er unter anderem Neapel besuchte, und nach Umbrien in Mittelitalien. Während seines Italien-Aufenthalts studierte de Valenciennes nicht nur die antike Kunst, sondern auch die italienischen Landschaften. Dabei dienten ihm seine im Freien gemachten Skizzen und Ölstudien als Grundlage, um seine Gemälde später im Atelier auszugestalten. Darüber hinaus pflegte er einen intensiven Austausch mit den Stipendiaten des Rompreises und den Dozenten an der Französischen Akademie in Rom (Académie de France à Rome).

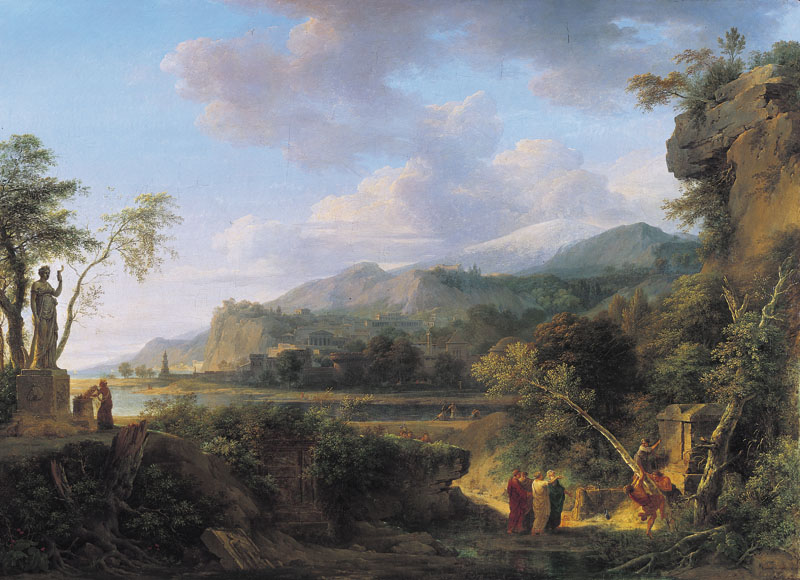
Cicero entdeckt das Grab des Archimedes

### Akademiemitglied
Pierre-Henri de Valenciennes kehrte 1785 nach Paris zurück und wurde 1787 einstimmig zum Mitglied in die Königliche Akademie für Malerei und Skulptur (Académie royale de peinture et de sculpture) gewählt. Das von ihm zur Aufnahme in die Akademie angefertigte Gemälde "Cicero entdeckt das Grab des Archimedes" war sein erstes Werk, das im Salon de Paris (Pariser Salon) ausgestellt wurde. Seither präsentierte de Valenciennes dort regelmäßig seine Gemälde, 1805 wurde er sogar mit einer Goldmedaille ausgezeichnet.
Außerdem unterrichtete er Malerei – und zwar nicht nur an der Akademie, sondern auch am Polytechnikum (École polytechnique) und an der Kaiserlichen Schule für Bildende Künste (École impériale des beaux-arts) in Paris. Seine thematischen Schwerpunkte lagen bei Perspektive und Landschaften. Von seinen zahlreichen Schüler wurden später einige bekannte Maler, wie...
- Jean-Victor Bertin (1767–1842),
- Louis-François Lejeune (1775–1848),
- Achille Etna Michallon (1796–1822) und
- Louis Etienne Watelet (1780–1866).

Neben seiner praktischen Arbeit beschäftigte sich de Valenciennes auch theoretisch intensiv mit der Malerei. So veröffentlichte er 1799 ein Lehrbuch zur Landschaftsmalerei (Éléments de perspective pratique à l'usage des artistes, suivis de réflexions et conseils à un élève sur la peinture et particulièrement sur le genre du paysage), das lange als Standardwerk galt.
1815 wurde de Valenciennes für seine Verdienste als Maler und Hochschullehrer mit dem Ritterkreuz der französischen Ehrenlegion ausgezeichnet. Er starb am 16. Februar 1819 im Alter von 68 Jahren in Paris, wo er auf dem Friedhof Père-Lachaise beerdigt wurde.

## Bedeutung und Werk
Pierre-Henri de Valenciennes war einer der bedeutendsten Landschaftsmaler seiner Zeit. Das Besondere an seinem Werk war, dass er als einer der ersten Künstler zur Vorbereitung seiner (später im Atelier ausgestalteten) Gemälde zahlreiche Skizzen und Ölstudien im Freien anfertigte. Durch seine unmittelbar festgehaltenen Eindrücke gelang ihm eine bis dahin ungewohnte Sensibilität in Natur- und Landschaftsdarstellungen.
Das Hauptthema der Werke de Valenciennes' sind idealisierte, historische Landschaften, in denen antike Bauwerke und Denkmäler zu sehen sind. Häufig ruht über dem Geschehen ein weiter Himmel, der ein vielfältiges Wolken- und Lichtspiel zeigt und einen beträchtlichen Teil des Gemäldes einnimmt. Menschen werden in den Gemälden dagegen meist nur sehr klein dargestellt und tauchen bloß vereinzelt auf – sie verlieren sich gewissermaßen in einer überwältigenden Szenerie.
In seinem Werk spiegelt sich der allmähliche Wandel des Naturverständnisses in der Kunst wider, der sich später in der Stimmungsmalerei der Romantik und der Freilichtmalerei des Impressionismus ausdrückte, siehe für die deutsche Romantik z. B. J.G. v. Dillis.
Wichtiger jedoch ist seine Rolle als Wegbereiter der Freilichtmalerei. Er fertigte zahlreiche seiner Landschaftsstudien in freier Natur an. Mit diesen Werken kann sich eine neue Kunstauffassung Bahn brechen, die dann in der Schule von Barbizon (vor allem in den Werken von Camille Corot und Gustave Courbet) gipfelt. Er ist damit auch direkter Vorgänger der impressionistischen Landschaftsmalerei (z. B. Monet, Degas, Pissarro in Frankreich, Leibl und sein Kreis in Deutschland, Gignous in Italien).
Von der Forschung wurde V. lange nur als ein Nachfolger von Nicolas Poussin gesehen. Erst durch die Schenkung der kleinformatigen Ölstudien durch Prinzessin Louis de Croÿ 1930 an den Louvre wurde die Bedeutung von V. langsam auch von der Wissenschaft anerkannt. Trotzdem hat er immer noch nicht den ihm gebührenden Rang in der Kunstgeschichte. Richtig betrachtet muss V. als „wahre(r) Entdecker des auf der Leinwand festgehaltenen unmittelbaren Eindrucks der Natur“ (S. Schultze) gelten. Damit spiegelt sich in seinem Werk ein grundsätzlicher Wandel im Naturverständnis, der bis in unser Jahrhundert hinein wirkt.
Sein Werk wartet aber in weiten Teilen immer noch näherer Erforschung.
Sein oben genanntes Buch wurde zum Standardwerk der Landschaftsmalerei im 19. Jahrhundert in Frankreich für eine ganze Malergeneration. In ihm fordert er, dass der Landschaftsmaler ein Beobachter der Natur werden müsse (keine Selbstverständlichkeit zu seiner Zeit) und seine Beobachtungen vor Ort in Ölstudien festhalten solle.

## Galerie weiterer Gemälde

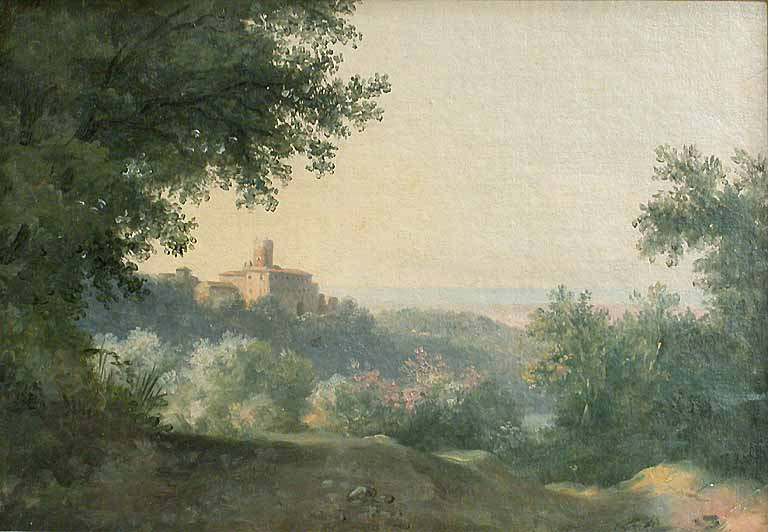
Gemälde Blick auf den Palast von Nemi entstanden 1780
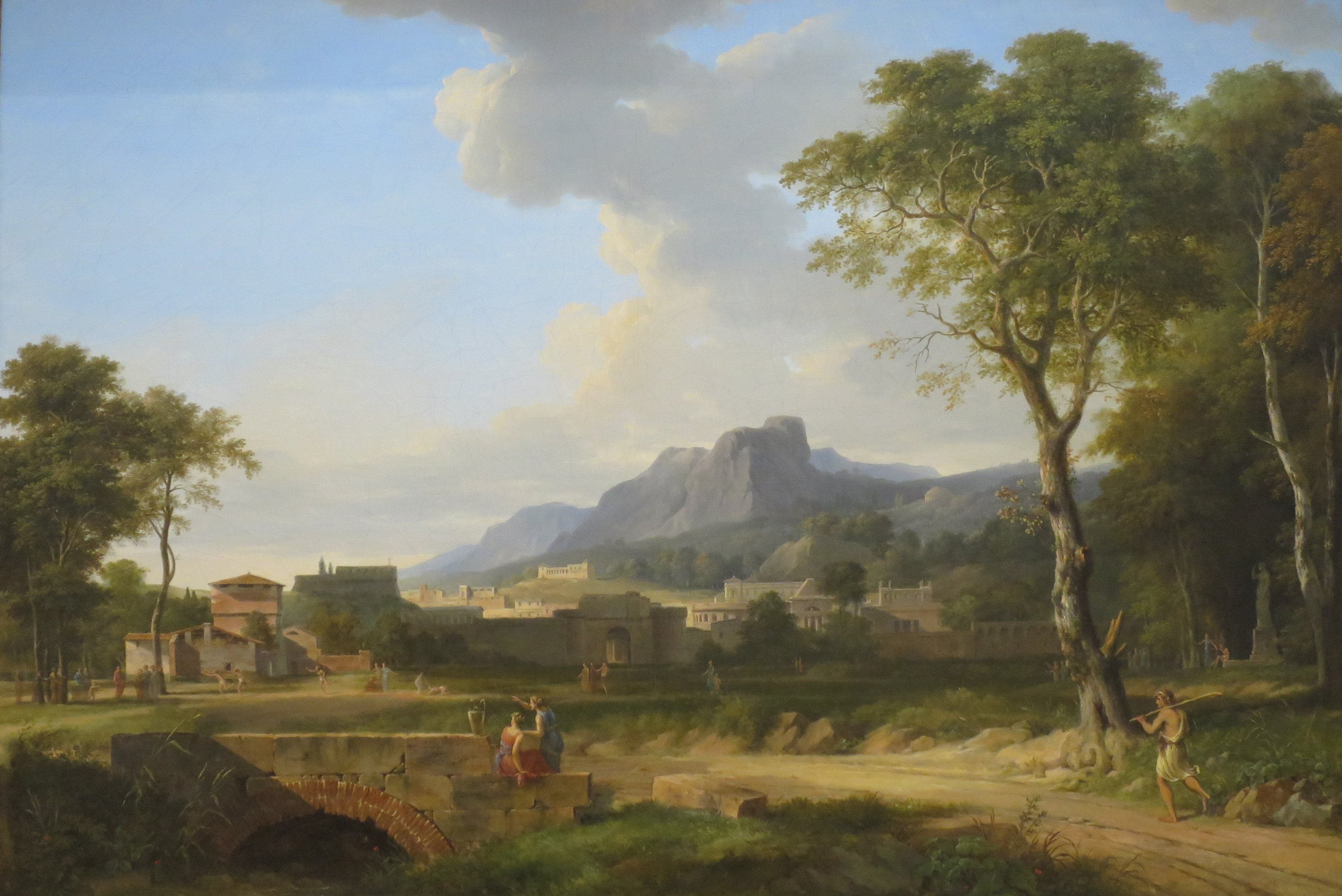
Capriccio von Rom mit Zieleinlauf eines Marathons, 1788
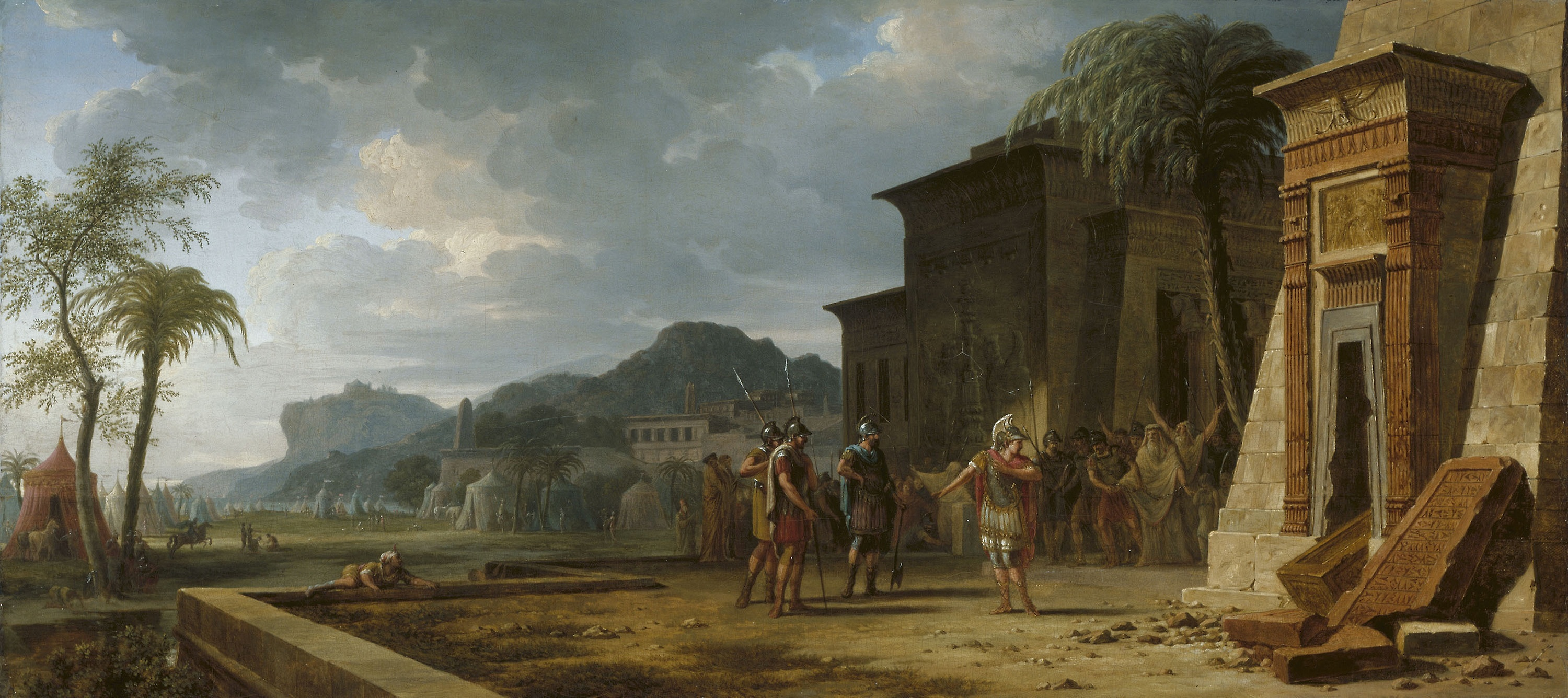
Alexander am Grab von Kyros dem Großen, 1796
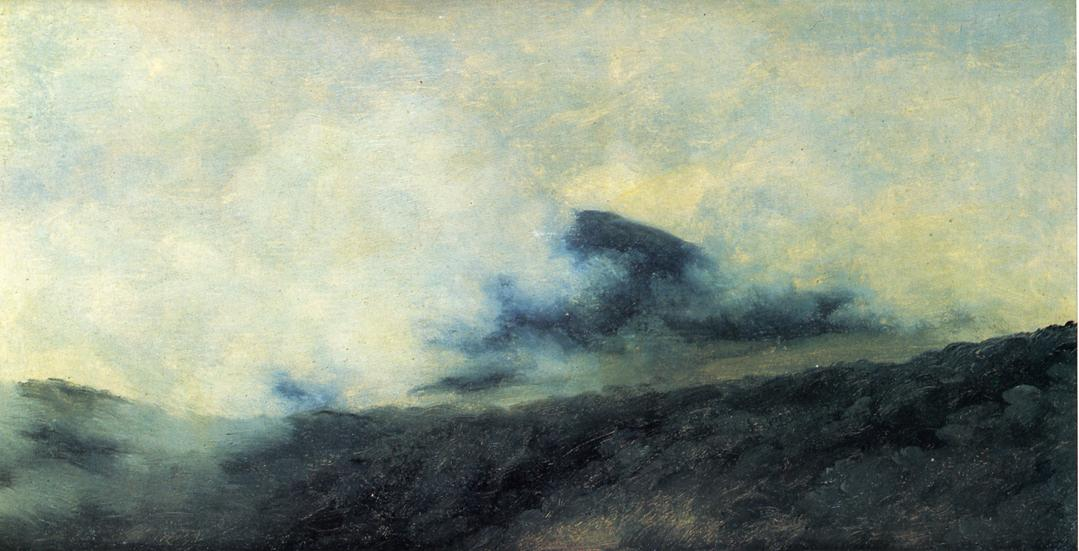
Skizze von Rocca di Papa
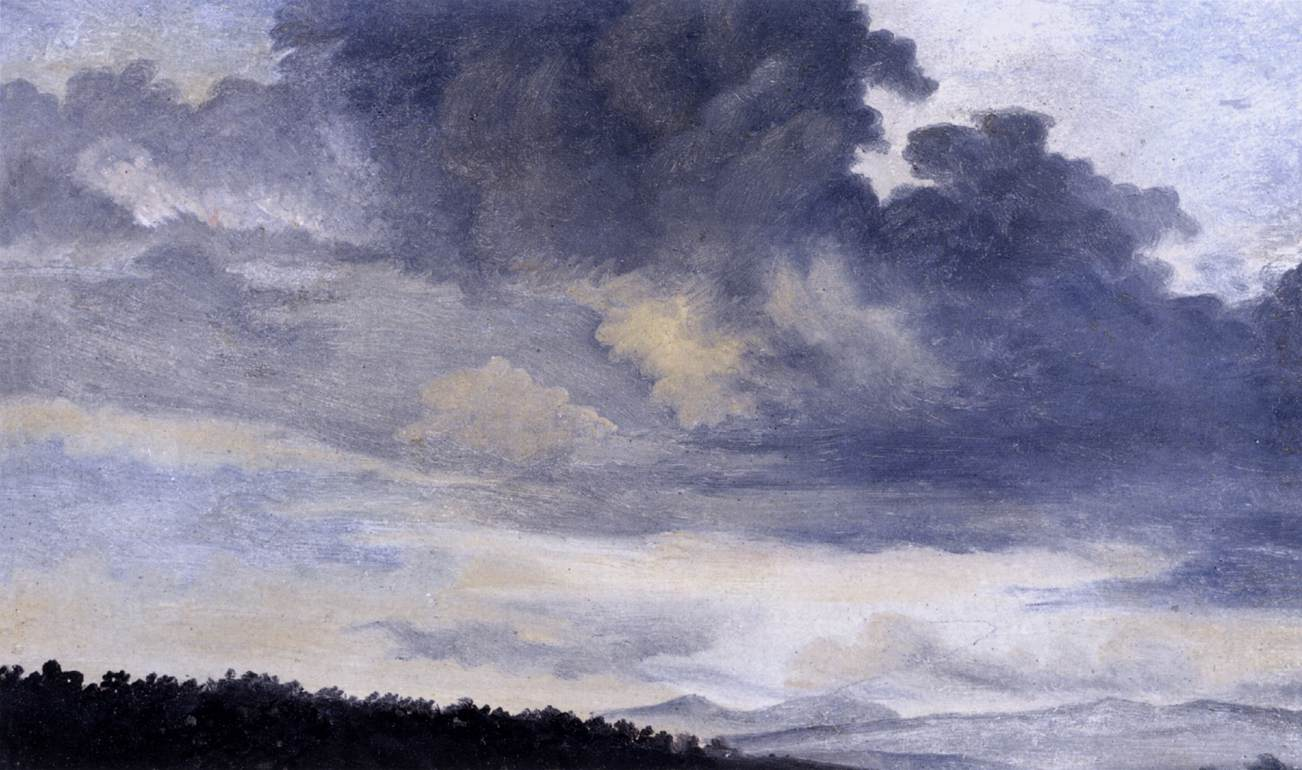
Skizze Wolkenstudien  1780
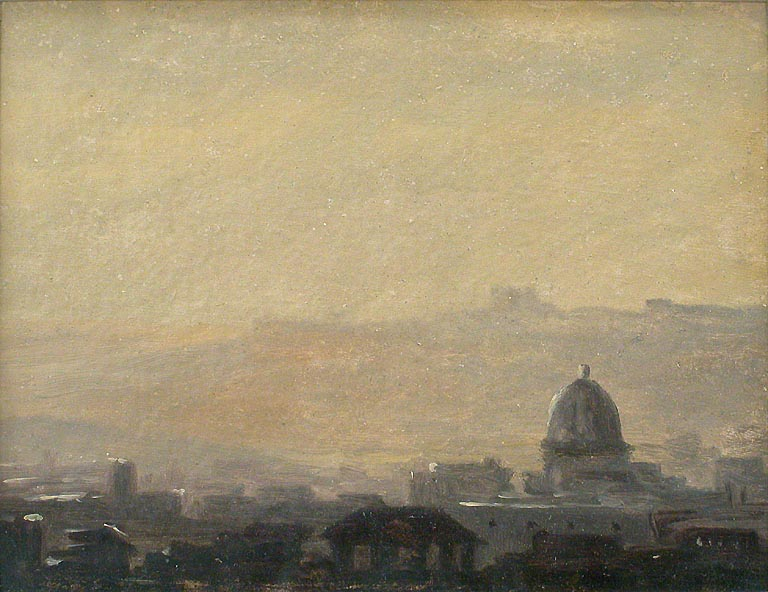
Blick auf die Umgebung von Rom

## Auszeichnungen
- 1787: Mitglied der Königlichen Akademie für Malerei und Skulptur (Académie royale de peinture et de sculpture)
- 1787: Ehrenmitglied der Königlichen Akademie von Toulouse (Académie royale de Toulouse)
- 1805: Goldmedaille des Salon de Paris (Pariser Salon)
- 1815: Ritter der französischen Ehrenlegion